# Lichtenstein, Baden-Württemberg
Lichtenstein là một thị xã thuộc vùng hành chính Tübingen, bang Baden-Württemberg, Đức.